# Триметилталлий
Триметилталлий — элементоорганическое вещество, простейшее алкилпроизводное таллия с формулой Tl(CH3)3, бесцветные кристаллы, самовоспламеняется на воздухе.

## Получение
- Реакция хлорида таллия(I) с метиллитием и иодистым метилом:

{\displaystyle {\mathsf {TlCl+2LiCH_{3}+CH_{3}I\ {\xrightarrow {}}\ Tl(CH_{3})_{3}+LiCl+LiI}}}

## Физические свойства
Триметилталлий — бесцветные кристаллы, которые самовоспламеняются на воздухе, реагируют с водой.
Разлагается со взрывом при нагревании выше 90°С.

## Химические свойства
- Энергично реагирует с водой:

{\displaystyle {\mathsf {Tl(CH_{3})_{3}+H_{2}O\ {\xrightarrow {}}\ Tl(CH_{3})_{2}OH+CH_{4}\uparrow }}}

## Безопасность
Как и все таллийорганические соединения, триметилталлий явно ядовит.